# Hermann Jacobi
Hermann Jacobi (Colonia, 1850 – Bonn, 1937) è stato un orientalista tedesco.
Insegnante a Kiel, Münster e Bonn, si occupò di ardui problemi cronologici e indagini storiche.

## Opere
- Zwei Jainastotras (1876)
- Ausgewählte Erzählungen in Maharashtri (1886)
- The Computation of Hindu Dates in the Inscriptions (1892)
- Das Ramayana, Geschichte und Inhalt nebst Concordanz nach den gedruckten Rezensionen (1893)
- Compositum und Nebensatz, Studien über die indogermanische Sprachentwicklung (1897)
- On the Antiquity of Vedic Culture (1908)
- Die Entwicklung der Gottesidee bei den Indern und deren Beweise für das Dasein Gottes (1923)
- Über das ursprüngliche Yogasystem (1929 / 1930)